# Juvecaserta 2021
Juvecaserta 2021 är en basketklubb från Caserta i Italien. Juvecaserta 2021 spelar i Serie B Nazionale.